# Сасиколи
Сасиколи (рос. Сасыколи) — село у Харабалінському районі Астраханської області Російської Федерації.
Населення становить 5224 особи (2010). Входить до складу муніципального утворення Сасикольська сільрада.

## Історія
Населений пункт розташований на території українського етнічного та культурного краю Жовтий Клин. Від 1925 року належить до Харабалінського району.
Згідно із законом від 6 серпня 2004 року органом місцевого самоврядування є Сасикольська сільрада.

## Населення
| 1959 | 1979  | 2002  | 2010  |
| ---- | ----- | ----- | ----- |
| 3462 | ↗5215 | ↘4988 | ↗5224 |